# Río Eder
El río Eder es un río de Alemania, que posee 177 km de extensión y es un afluente del río Fulda. Fue mencionado por primera vez por el historiador romano Tácito con el nombre de Adrana en el territorio de Chatti.
El río comienza en la montaña Ederkopf en la zona occidental de Renania del Norte-Westfalia, cerca de las nacientes de los ríos Lahn y Sieg. A diferencia del Lahn y del Sieg, que son afluentes del río Rin, el Eder corre hacia el este y el norte hasta confluir con el río Fulda en Edermünde, al sur de la ciudad de Kassel. En Hannoversch Münden, el Fulda se junta con el río Werra y forman el río Weser que corre hasta desembocar en el mar del Norte, al norte de Bremen. 
Las principales localidades  que se encuentran en el curso del Eder son Battenberg, Frankenberg, Waldeck y Fritzlar.
Una represa de tierra y roca de 47 nm de altura y 400 m de largo fue construida en 1914 cerca de la pequeña localidad de Waldeck. Ello dio origen al gran embalse de Edersee, que mide 27 km de largo y tiene una capacidad total de 200 millones de m³ de agua. Se lo utiliza para generar electricidad y para regular el nivel de agua para navegación en el río Weser.
El 17 de mayo de 1943, la represa fue destruida por bombarderos británicos Avro Lancaster del escuadrón 617 de la RAF (Operación Chastise). Los bombarderos estaban equipados con bombas especiales Barnes Wallis. Esa misma noche también fue atacado la represa del embalse Möhne que se encuentra en las cercanías, lo que produjo grandes destrozos y pérdida de vidas humanas agua abajo (la mayoría de las víctimas murieron ahogados y eran prisioneros de guerra ucranianos de un campo de trabajos forzados localizado aguas abajo de la represa). La historia de este bombardeo inspiró una película llamada  The Dam Busters.
La represa fue reconstruida ese mismo año, y hoy el lago es un punto de atracción de actividades al aire libre durante el verano, siendo muy popular entre los acampantes holandeses.